# Dennis Iapichino
Dennis Iapichino (Frauenfeld, 27 luglio 1990) è un calciatore svizzero, difensore del Rapperswil-Jona.

## Carriera
Il 25 gennaio 2019 viene annunciato il prestito al Servette fino alla fine della stagione, con diritto di riscatto in caso di promozione in Super League. Fa il suo esordio con la maglia della squadra ginevrina durante la partita del 2 febbraio 2019 contro il Vaduz (vittoria in casa per 2-0). Il 23 dello stesso mese, segna la sua prima rete per il Servette in occasione della partita contro il Kriens al Kleinfeld.

## Palmarès

### Club

#### Competizioni nazionali
- Canadian Championship: 1

Montréal Impact: 2013
- Challenge League: 1

Servette: 2018-2019